# Karabachizacja

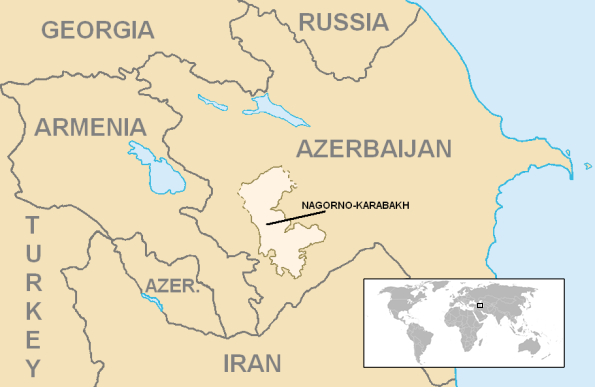
Terytorium dawnego Nagorno-Karabachskiego Obwodu Autonomicznego

Karabachizacja – idea, wedle której cały dyskurs polityczny i historyczny Armenii oraz Azerbejdżanu jest związany z Górskim Karabachem.
Według rosyjskiego politologa Siergieja Markiedonowa ma miejsce karabachizacja życia politycznego Azerbejdżanu i Armenii. Problem Karabachu stał się kluczowy dla obu krajów, a każde wewnętrzne wydarzenie jest spowodowane przez czynnik karabaski. I wojna o Górski Karabach jest również uznawana za „kamień węgielny” państwowości Azerbejdżanu i jeden z mitów założycielskich tego kraju. Kwestia Górskiego Karabachu zajmuje ważne miejsce w polityce historycznej obu krajów
Istotną rolę w polityce armeńskiej odgrywa tzw. klan karabaski, którego przedstawiciele sprawowali władzę w Armenii do 2018 roku (do czasu przejęcia władzy przez Nikola Pasziniana). Z Górskiego Karabachu wywodzili się dwaj prezydenci Armenii: Robert Koczarian i Serż Sarkisjan; z regionem powiązany był również pierwszy prezydent Armenii Lewon Ter-Petrosjan.
W wyniku konfliktu o Górski Karabach pomiędzy Azerbejdżanem a Górskim Karabachem (czasem wspieranym przez Armenię) doszło m.in. do pierwszej wojny o Górski Karabach, wojny czterodniowej, drugiej wojny o Górski Karabach (nazywanej również wojną czterdziestoczterodniową) i starć we wrześniu 2023 roku (nazywanych również trzecią wojną o Górski Karabach).